# جون مكارثي (عالم)
جُونْ مَكَارْثِي (4 سبتمبر 1927 - 23 أكتوبر 2011) (بالإنجليزية: John McCarthy) هو عالم أمريكي في مجال الحاسوب حصل عام 1971 على جائزة تيورنغ لمساهماته الكبيرة في علم الذكاء الاصطناعي حيث يعود له الفضل في اختيار لفظ الذكاء الاصطناعي وإطلاقه على هذا العلم.
وله العديد من المساهمات والاختراعات الأخرى حيث أنه هو مخترع لغة ليسب(LISP) عام 1958 كما أنه مخترع أسلوب جَمْعِ الْقِمَامَةِ (استعادة الموارد غير المستخدمة) عام 1959

## النشأة والتعليم
وُلد جون مكارثي في بوسطن، في 4 سبتمبر من عام 1927، لوالديه جون باتريك وهو مهاجر أيرلندي وإيدا مكارثي وهي مهاجرة يهودية ليتوانية. اضطرت الأسرة إلى التنقل بشكلٍ مستمرٍ خلال فترة الكساد الكبير، حتى وجد والد مكارثي عملاً ثابتًا في لوس أنجلوس، كاليفورنيا. توفيت والدته في عام 1957.
كان مكارثي ذكيًا بشكل استثنائي، وتخرج من مدرسة بلمونت الثانوية قبل مبكرًا عامين. قُبل مكارثي في معهد كاليفورنيا للتقنية في عام 1944.  
أظهر مكارثي استعدادًا مبكرًا لدراسة الرياضيات. خلال سن المراهقة، درّس مادة الرياضيات الجامعية من خلال دراسة الكتب المستخدمة في معهد كاليفورنيا للتقنية. ونتيجةً لذلك، تمكّن من تجاوز أول عامين في المعهد. عُلّق تسجيل مكارثي في المعهد بسبب عدم حضوره لدورات التربية البدنية. ثم خدم في الجيش الأمريكي واستكمل تسجيله في المعهد، وحصل على درجة البكالوريوس في الرياضيات عام 1948.
أكمل مكارثي الدراسات العليا في معهد كاليفورنيا للتقنية قبل الانتقال إلى جامعة برينستون. وحصل على درجة الدكتوراه في الرياضيات في عام 1951.

## مهنته الأكاديمية
بعد تعيينات قصيرة المدى في جامعة برينستون وجامعة ستانفورد، أصبح مكارثي أستاذًا مساعدًا في دارتموث في عام 1955.
انتقل مكارثي بعد ذلك بعام، إلى معهد ماساتشوستس للتكنولوجيا كزميل باحث في خريف عام 1956.
أصبح مكارثي في عام 1962، بروفيسورًا في جامعة ستانفورد، وبقي هناك حتى تقاعده في عام 2000. وبحلول نهاية أيامه في معهد ماساتشوستس للتكنولوجيا، كان طلابه يشيرون إليه بمودة باسم «العم جون».
دافع مكارثي عن المنطق الرياضي للذكاء الاصطناعي.

## مساهماته في علوم الكمبيوتر
جون مكارثي هو أحد «الآباء المؤسسين» للذكاء الاصطناعي، إلى جانب آلان تورنغ ومارفن مينسكي وألن نيويل وهيربرت سيمون. صاغ مكارثي مصطلح «الذكاء الاصطناعي» في عام 1955، ونظم مؤتمر دارتموث الشهير في صيف 1956. (انضم مينسكي فيما بعد إلى مكارثي في معهد ماساتشوستس للتكنولوجيا عام 1959).
اخترع مكارثي لغة البرمجة (ليسب) في أواخر الخمسينيات من القرن الماضي، استنادًا إلى تكامل لامدا، وسرعان ما أصبحت ليسب لغة البرمجة المفضلة لتطبيقات الذكاء الاصطناعي بعد نشرها في عام 1960.
ساعد مكارثي في تحفيز إنشاء مشروع ماك في معهد ماساتشوستس للتكنولوجيا عندما كان يعمل هناك، وفي جامعة ستانفورد، ساعد في إنشاء مختبر ستانفورد للذكاء الاصطناعي، لسنوات عديدة وقد كان منافسًا وديًا لمشروع ماك.
كان مكارثي مفيدًا في إنشاء ثلاثة من أقدم أنظمة المشاركة الزمنية (نظام المشاركة الزمنية المتوافق، ونظام المشاركة الزمنية (بي بي إن)، ونظام المشاركة الزمنية في دارتموث). في عام 1961، كان أول من اقترح علنًا فكرة الحوسبة الخدمية، في خطاب ألقاه للاحتفال بالذكرى المئوية لمعهد ماساتشوستس للتكنولوجيا: إن تكنولوجيا المشاركة الزمنية في الكمبيوتر قد تؤدي إلى مستقبل يمكن فيه بيع قوة الحوسبة بالإضافة إلى تطبيقات معينة. كانت فكرة استخدام الكمبيوتر أو أداة المعلومات شائعة جدًا في أواخر الستينيات، لكنها تلاشت بحلول منتصف التسعينيات. ومع ذلك، منذ عام 2000، عادت الفكرة إلى الظهور في أشكال جديدة.
كتب مكارثي وفريقه في ستانفورد في عام 1966، برنامج كمبيوتر يستخدم للعب سلسلة من ألعاب الشطرنج مع نظرائهم في الاتحاد السوفيتي. خسر فريق مكارثي مباراتين وتعادل مباراتين.

## أنشطته الأخرى
غالبًا ما علّق مكارثي على الشؤون العالمية في منتديات يوزنت. يمكن العثور على بعض أفكاره في صفحة الاستدامة الخاصة به على شبكة الإنترنت، والتي تهدف «إلى إظهار أن التقدم المادي البشري مرغوب ومستدام».  كان مكارثي قارئ كتب ومتفائل ومؤيد قوي لحرية التعبير. وقد حضر بنشاط حفلات العشاء في منطقة خليج سان فرانسيسكو بالو ألتو (كاليفورنيا). دافع أيضًا عن نقد حرية التعبير التي تنطوي على النكات العرقية الأوروبية في ستانفورد.

## وصلات خارجية
- صفحة جون مكارثي الرسمية